# Вернадська Марія Миколаївна
Марі́я Микола́ївна Верна́дська, до шлюбу Шигаєва (* 27 грудня 1831 (8 січня 1832), Санкт-Петербург — † 12 (24) жовтня 1860, Гайдельберг, похована в Санкт-Петербурзі) — російська публіцистка, редакторка, економістка. Перша дружина Івана Васильовича Вернадського. 

## Біографія
Із дворянської сім'ї. Здобула гарну домашню освіту.
1850 року 18-річна Марія Шигаєва взяла шлюб з професором Іваном Вернадським, старшим від неї на 10 років.
Під впливом чоловіка молода допитлива жінка приступила до вивчення політичної економії. Ні домашні клопоти, ні турботи про виховання єдиного сина не завадили Вернадській досить ґрунтовно опанувати економічну науку.
1857 року Іван Вернадський за сприяння дружини взявся видавати щотижневий популярний журнал «Экономический указатель». У цьому журналі Марія Вернадська помістила без свого підпису цілу низку статей, які вирізнялися тверезим поглядом на речі та цікавою подачею думок, мали велий успіх у авдиторії. Серед цих публікацій найзначнішими були статті про жіночу працю (№№ 60 та 92), про яку Вернадська заговорила однією з перших.
Після смерті дружини Іван Вернадський зібрав ці статті та 1862 року видав у Санкт-Петербурзі окремою книжкою під назвою «Зібрання творів покійної М. М. Вернадської, уродженої Шигаєвої» («Собрание сочинений покойной М. Н. Вернадской, урожденной Шигаевой»).
Вернадській також належить «Опыт популярного изложения основных начал политической экономии» (Санкт-Петербург, 1861). Крім того, вона переклала з англійської твір міс Мар'єт «Понятия Гопкинса о народном хозяйстве» (Москва, 1856), а з французької «Начала финансов» Гарньє (Санкт-Петербург, 1863).

## Електронні ресурси
- Вернадська Марія Миколаївна(рос.)
- Вернадська Марія Миколаївна. Архівні документи